# 1787
- Wikisource

| Calendário gregoriano                                                        | 1787 MDCCLXXXVII                     |
| Ab urbe condita                                                              | 2540                                 |
| Calendário arménio                                                           | 1236 – 1237                          |
| Calendário bahá'í                                                            | -57 – -56                            |
| Calendário budista                                                           | 2331                                 |
| Calendário chinês                                                            | 4483 – 4484 Início a 18 de fevereiro |
| Calendário copta                                                             | 1503 – 1504                          |
| Calendário etíope                                                            | 1779 – 1780                          |
| Calendários hindus - Vikram Samvat - Calendário nacional indiano - Cáli Iuga | 1842 – 1843 1708 – 1709 4887 – 4888  |
| Calendário Holoceno                                                          | 11787                                |
| Calendário islâmico                                                          | 1201 – 1202                          |
| Calendário judaico                                                           | 5547 – 5548                          |
| Calendário persa                                                             | 1165 – 1166                          |
| Calendário rúnico                                                            | 2037                                 |
| Calendário solar tailandês                                                   | 2330                                 |

1787 (MDCCLXXXVII, na numeração romana) foi um ano comum do século XVIII do Calendário Gregoriano, da Era de Cristo, e a sua letra dominical foi G (52 semanas), teve início numa segunda-feira e terminou também numa segunda-feira.
| Ano completo                         |
| ------------------------------------ |
| Ano comum com início à segunda-feira |

## Eventos
- Revolta dos Notaveis.

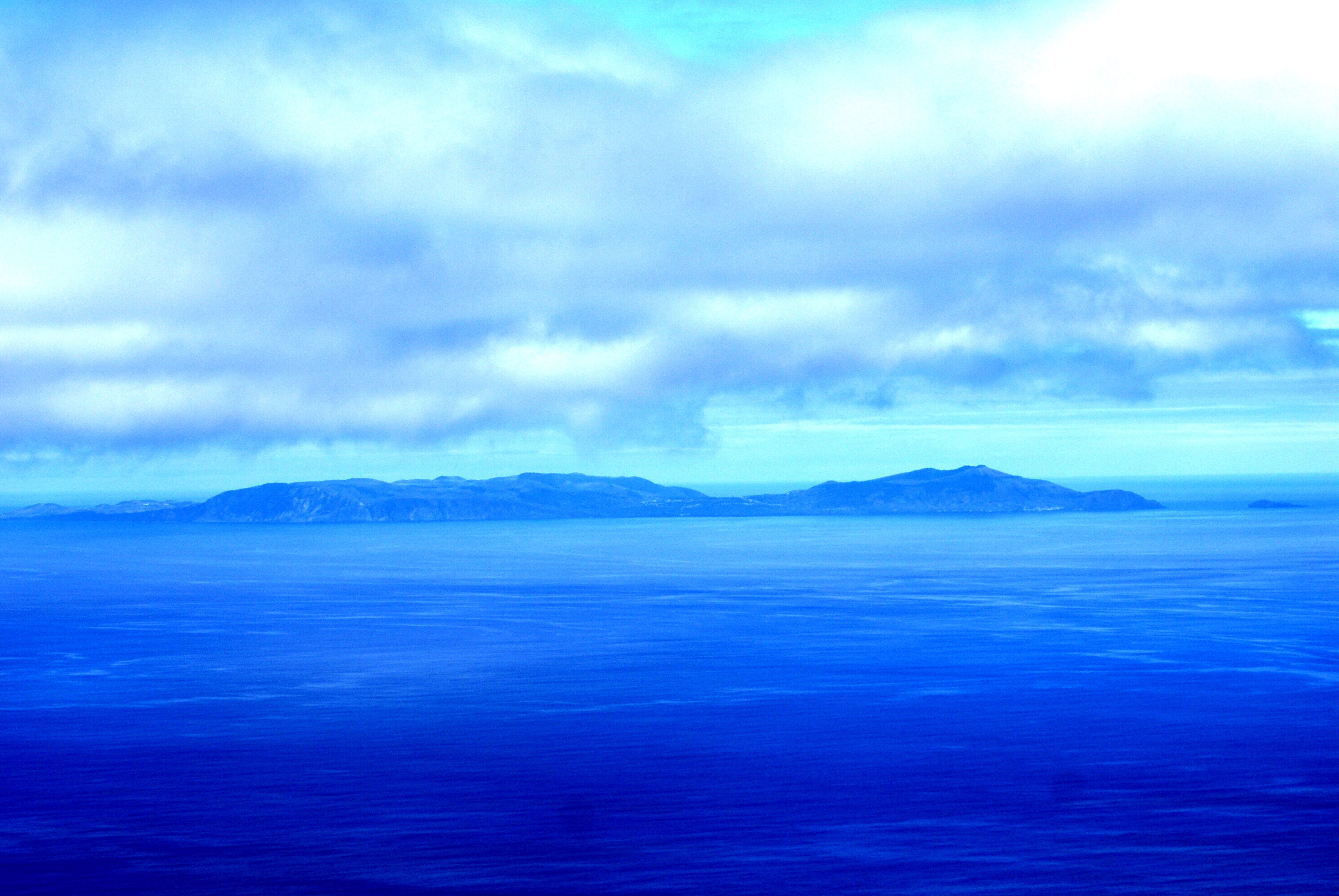
Ilha Graciosa vista do Toledo, ilha de São Jorge, Açores.

- Inicio da construção de uma ermida no lugar dos Biscoitos, ilha de São Jorge, ermida que em 1831 dá origem a actual Ermida de Nossa Senhora do Socorro[1].

### Março
- março – Inicia-se uma crise sísmica na ilha Graciosa, Açores, que abalou a ilha  sem causar danos consideráveis.

### Setembro
- 17 de setembro - É assinada a Constituição dos Estados Unidos da América.

### Dezembro
- 7 de dezembro - Delaware torna-se o primeiro estado norte-americano, após ter ratificado a Constituição americana.
- 12 de dezembro - A Pensilvânia torna-se o segundo estado norte-americano, após ter ratificado a Constituição americana.
- 18 de dezembro - Nova Jérsei torna-se o terceiro estado norte-americano, após ter ratificado a Constituição americana.

## Nascimentos
- 23 de Fevereiro - José Travassos Valdez, conde do Bonfim, político português (m. 1862).
- 13 de Maio - Antônio Ferreira Viçoso, bispo de Mariana (m 1875).
- 15 de Setembro - Guillaume-Henri Dufour, General Suíço (m. 1875).
- 4 de Outubro - François Guizot, político francês (m. 1874).
- 1º de Novembro - Romualdo Antônio de Seixas, bispo católico (m. 1860).
- 18 de Novembro - Louis Jacques Mandé Daguerre, primeiro a conseguir uma imagem fixa pela ação direta da luz (m. 1851).

## Mortes
- 20 de Junho - Karl Friedrich Abel, músico alemão.[2]
- 1 de Agosto - Afonso de Ligório (Santo Afonso), bispo italiano, renovador da moral (n. 1696)

## Por tema
- 1787 na ciência
- 1787 na literatura
- 1787 na música